# Démétrius III (roi d'Iméréthie)
Pour les articles homonymes, voir Démétrius.
Démétrius III d'Iméréthie ou  (Demetre Gurieli géorgien : დემეტრე გურიელი, est un duc de Gourie ou Gouriel sous le nom de Démètre de 1658 à 1668. et un roi d'Iméréthie sous le nom de Démétrius III de 1663 à 1664. Son règne en Gourie comme celui en Iméréthie ont pour origine des coups d'états liés à la guerre civile chaotique qui fait rage à cette époque en Géorgie occidentale. La brève carrière royale de Démètre en Iméréthie se termine par sa déposition et son aveuglement. Ses dates de naissance et de décès sont inconnues.

## Biographie
Démètre est un membre de la lignée Gouriel une famille de princes-régnant de Gourie. Son origine familiale n'est pas directement 
attestée dans les chroniques subsistantes et la documentation toutefois Démètre semble avoir été le fils de Simon Ier de Gourie  un parricide qui est déposé et aveuglé en 1626. Démètre sort de l'obscurité lorsqu'il est installé en 1658, comme prince de Gourie par le roi
Alexandre III d'Iméréthie à la place de son parent Kaïkhosrov Ier, Gouriel de 1627 à 1660, que le roi a déposé et contraint à l'exil à Istanbul. Ancien moine orthodoxe défroqué, Démètre récompense remercie pour son accession au trône  par des donations à l'église du Rédempteur d'Aketi dépendant du siège patriarcal de Bichvinta. En 1660, Kaikhosro, avec le concours des Ottomans, revient et chasse Démètre qu fuit en Iméréthie. Démètre regagne sa principauté de Gourie après que le prince Machutadzé ait tué Kai-khosro. Il met ensuite profit l'anarchie dans laquelle est tombée l'Iméréthie sous le règne du roi aveugle Bagrat V pour s'emparer du pouvoir et se faire proclamer roi de 1663 à 1664. Il est renversé et retourne en Gourie où il est à son tour déposé, aveuglé et tué quatre ans plus tard par Georges III Gouriéli, le fils de son prédécesseur.
Pendant son conflit avec  Kai-khosro, Démètre s'appuie sur Vameq III Dadiani, un ambitieux prince de Mingrélie qui est brièvement roi d'Iméréthe qu'il trahit ensuite au profit du roi Vakhtang V de Karthli, 
qui intervient dans la guerre civile d'Iméréthie en 1661. À la suite d'une série de complots et de contre-complots un parti de noble d'Iméréthie désigne Démètre comme roi après l'abdication du fils de Vakhtang V Artchil en 1663. Son règne est de courte durée Iméréthiens le déposent, l'aveuglent et le chassent pour restaurer Bagrat V
Selon l'historien du XVIIIe siècle le prince Vakhoucht Bagration, La chute de Démètre intervient en 1668. Il disparaît ensuite de l'histoire. En Gourie il a comme successeur  Georges III de Gourie, qui se prétend un fils exilé de Kai-khosro Ier Gurieli. La chronologie de Vakhoucht, suivie par Cyrille Toumanoff, pose quelques problèmes et l'historiographie moderne notamment Davit Khakhutaishvili, avance que le règne de Démètre en Gourie s'achève au plus tard en 1664.